# 澌滩镇
澌滩镇，原为澌滩乡，是中华人民共和国四川省巴中市平昌县曾经下辖的一个镇。2018年由原澌滩乡改制而来。区划代码改为511923131。2020年5月，撤销澌滩镇，将原澌滩镇凉亭村、天花村、朝阳村所属行政区域划归灵山镇管辖，将原澌滩镇四坪社区、观南社区、金银村、海山村、三凤村、高顶村、河溪村2至3组所属行政区域划归云台镇管辖，原澌滩镇雪山村、河溪村1组所属行政区域划归邱家镇管辖。
該地原屬通江縣。民國35年9月，經國民政府批准，巴、平分治，將通江縣所轄的澌灘鄉劃歸新置平昌設治局。

## 行政区划
澌滩镇撤销前下辖以下地区：
凉亭村、天花村、朝阳村、四坪村、金银村、海山村、三凤村、雪山村、高顶村和观南村。